# اشترک سفلی
اشترک سفلی، روستایی از توابع بخش مرکزی شهرستان زهک در استان سیستان و بلوچستان ایران است.

## درسال۱۴۰۰ ۲۵۰خانوارجمعیت دارداشترک سفلی
این روستا در دهستان خواجه احمد قرار دارد و براساس سرشماری مرکز آمار ایران در سال ۱۳۹۵، جمعیت آن ۱۳۶ نفر (۳۵ خانوار) بوده‌است.